# جمجمة دمانيسي 4

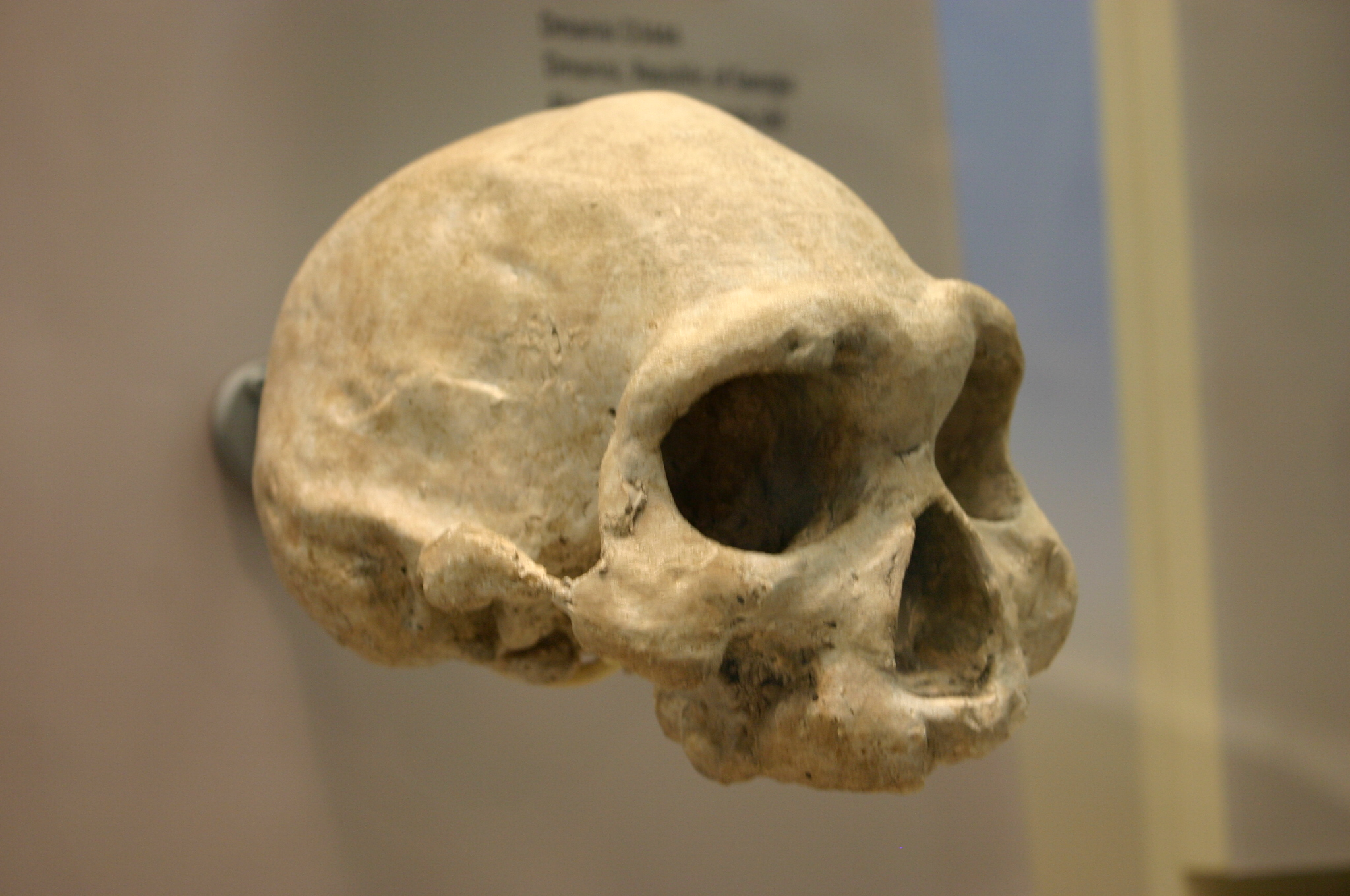

جمجمة دمانيسي 4 والمعروفة أيضاً بالرقم D3444 مع الفك السفلي لها المعروف بالرقم D3900، هي واحدة من خمسة جماجم للإنسان المنتصب Homo erectus تمَّ اكتشافها في مدينة دمانيسي الأثرية في جورجيا ويعتقد أنَّها تعود لقرابة 1.8 مليون سنة، تعتبر جماجم دمانيسي الخمسة أقدم خمسة بقايا بشر يُعثر عليهم خارج إفريقيا وهو الأمر الذي يرفع من تاريخ العمر المفترض للهجرة البشريَّة خارج القارة الإفريقيَّة.

## وصف الجمجمة
اكتُشفت جمجمة دمانيسي 4 والفك السفلي التابع لها خلال الحفريات التي تمَّ إجراؤها خلال أعوام 2002 – 2003 في مدينة دمانيسي، ويبلغ حجمها قرابة 625 سم مكعب مع وجود جزء مفقود في قاعدة الجمجمة، يُعتقد أنَّ هذه الجمجمة لذكر مُسن فقد كلَّ أسنانه قبل الموت ماعدا سن واحد وفقد الكثير من النسيج العظمي للفك.

## التاريخ
حتى ثمانينات القرن الماضي افترض العلماء أنَّ البشر كانوا يعيشون ضمن القارة الإفريقيَّة فقط ولم يهاجروا منها طوال عصر البليستوسين المُبكِّر أو العصر الحديث الأقرب (0.8 مليون سنة)، ولم يهاجروا إلا خلال الفترة التي أطلق عليها «خارج إفريقيا»، تعتبر هذه الجماجم الخمسة التي عُثر عليها في دمانيسي أقدم عظام بشريَّة يتمُّ اكتشافها خارج إفريقيا، وأكَّدت هذه الاكتشافات أنَّ البشر قد غادروا إفريقيا منذ ما يصل إلى 1.85 مليون سنة، وتجدر الإشارة أيضاً إلى أنَّ جميع الجماجم الخمسة تعود لنفس العمر التاريخي تقريباً.

## فترة خارج إفريقيا
حدثت العديد من الهجرات والتوسعات للبشر الأوائل خارج إفريقيا إلى جميع أنحاء أوراسيا خلال العصر الحجري القديم المُبكِّر وفي بداية العصر القديم الأوسط بين حوالي 2.1 مليون سنة و0.2 مليون سنة، ويُطلق على هذه التوسُّعات «فترة خارج إفريقيا الأولى» Out of Africa I، في حين أنَّ الهجرات التي حصلت بعد 0.2 مليون سنة تعرف «بفترة خارج إفريقيا الثانية» Out of Africa II، وأقدم بقايا الهياكل العظميَّة البشريَّة خارج إفريقيا هي جماجم دمانيسي، وقد يكون أقدم وجود بشري معروف خارج إفريقيا يعود تاريخه إلى ما يقارب نحو مليوني سنة وفق الدراسة التي أُجريت عام 2018 واكتشفت أدلَّة على وجود الإنسان في شانغشن وسط الصين قبل نحو 2.12 مليون سنة.
اقترح بعض العلماء أنَّ إنسان فلوريس «الإنسان القزم» كان ينحدر من هذه الهجرات المُبكِّرة، ومع ذلك ليس من الواضح اليوم فيما إذا كان يجب اعتبار هؤلاء البشر الأوائل الذين غادروا إفريقيا من الهومو هابيلس أو أشكال مُبكِّرة جداً من الإنسان المنتصب.
أمَّا بالنسبة لطرق الهجرة من إفريقيا فيعتقد أنَّ مضيق باب المندب الذي يربط إفريقيا بغرب آسيا قد سمح بمرور البشر عبره أثناء بعض فترات العصر الجليدي، ومن الطرق الأخرى الأقل احتمالاً مضيق جبل طارق أو عبر جزيرة صقلية.